# Croton subacutus
Croton subacutus är en törelväxtart som först beskrevs av Henri Ernest Baillon, och fick sitt nu gällande namn av Johannes Müller Argoviensis. Croton subacutus ingår i släktet Croton och familjen törelväxter. Inga underarter finns listade i Catalogue of Life.